# Saint-Méloir-des-Bois

Saint-Méloir-des-Bois este o comună în departamentul  Côtes-d'Armor, Franța. În 1 ianuarie 2022 avea o populație de 272 de locuitori.